# Lutubiga
Lutubiga è una circoscrizione rurale (rural ward) della Tanzania situata nel distretto di Busega, regione del Simiyu. Conta una popolazione di 11 721 abitanti (censimento 2012).